# Navantia

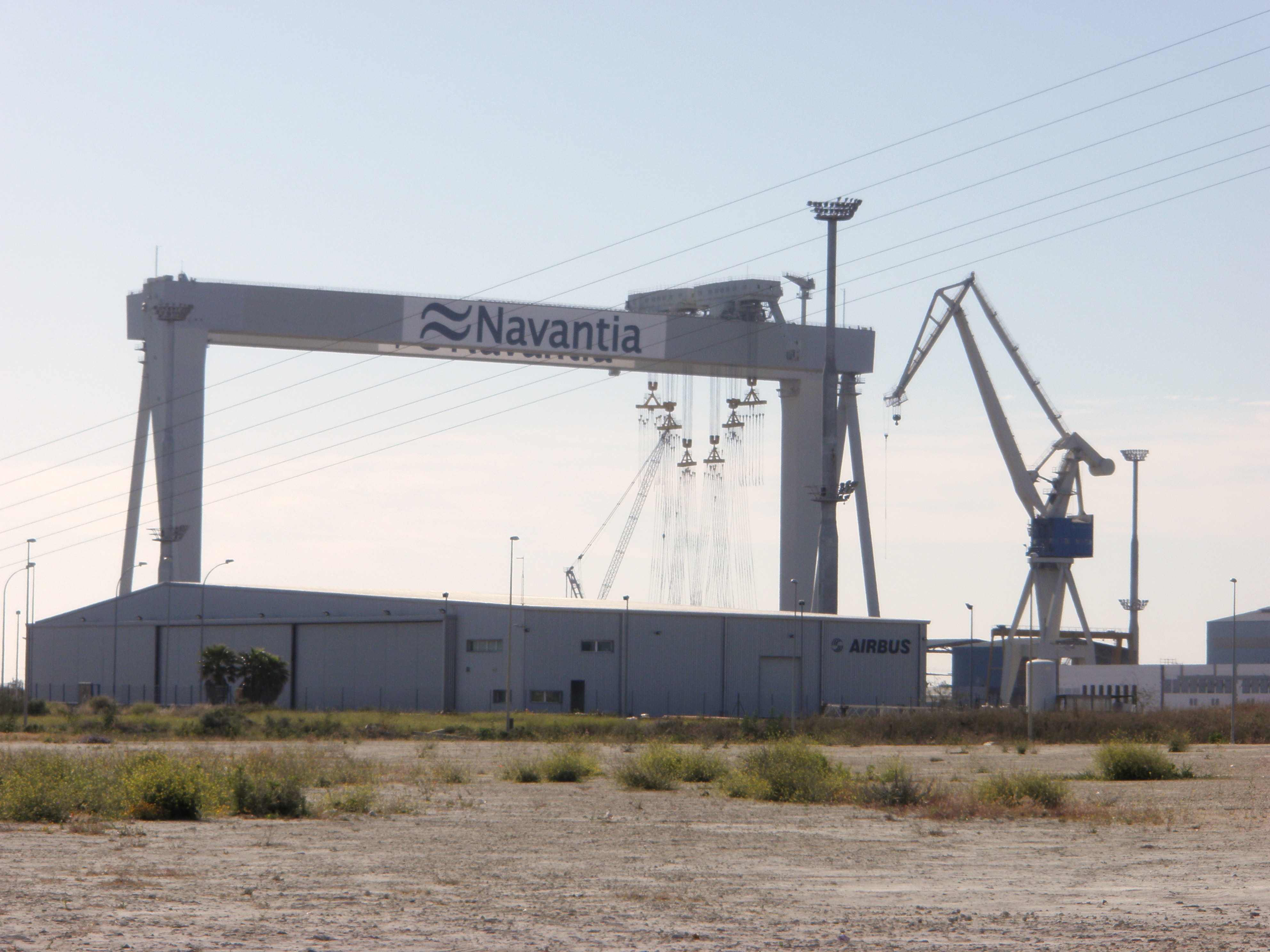
Судноверф

Navantia — іспанська суднобудівна компанія, що спеціалізується як на військовому, так і цивільному суднобудуванні. П'ята найбільша суднобудівна компанія в Європі та дев'ята у світі.

## Історія
Історія починається в 1717 зі створенням військових верфей в Сан-Фернандо (Arsenal de la Carraca, Кадиська затока, 1717), Картахене (1731) і Ферроле (1750).
У 1888 на верфі в Кадісі побудований перший у світі повністю електричний підводний човен «Пераль».
У 1908 ці 3 верфі стали частиною компанії Sociedad Española de Construcción Naval, яка також володіла громадянськими верфями в Матагорді та Сестао.
Після закінчення Громадянської війни в Іспанії держава взяла під контроль військові верфі, а в 1947 створила на їх основі держкомпанію Empresa Nacional Bazán.
У 2000 Bazán об'єднана з компанією Astilleros Españoles S. A. (AESA) до компанії IZAR.
У 2005 IZAR перетворена на компанію Navantia. Метою створення Navantia було відділення військового сектору суднобудування від цивільного, частково приватизованого. Крім того, компанія IZAR перебувала в кризі з моменту входження Іспанії до Євросоюзу.
У 2012 компанія отримала контракт на обслуговування есмінців типу «Арлі Берк» ВМС США, що базуються в Іспанії.

## Діяльність
Верфі:
- Кадіська бухта - найбільший у Європі сухий док, здатний приймати судна до 370 м завдовжки і 60 м завширшки, використовується в основному для ремонту та модернізації криузних лайнерів[4].
- Арсенал у Картахені — виробництво та ремонт військових кораблів та підводних човнів.
- Ель-Ферроль - дві верфі, виробництво суден і військових кораблів, а також морських вітрогенераторів[5].

## Реалізовані проекти
- 1981-1983 - патрульні кораблі типу «Мантилья», 5 одиниць.
- 1988 - авіаносець "Прінсіпе де Астуріас"
- 1997 - авіаносець "Чакрі Нарубет"
- 2005-2010 - універсальний десантний корабель "Хуан Карлос I"
- 2006-2011 - фрегати типу "Фрітьоф Нансен", 5 одиниць.
- 2006-2011 - патрульні кораблі типу «Гуайкамакуто», 4 одиниці
- 2008-2012 - патрульні кораблі типу «Гуайкері», 4 одиниці.
- 2000-2012 - фрегати типу "Альваро де Базан", 5 одиниць.

## Поточні проекти
- 2005 - по н. ч. — підводні човни типу S-80[en] , Вироблені для іспанського флоту і на експорт[6].
- 2022 - по н. ч. — Фрегати типу F110[7].